# Lovro Zovko
Lovro Zovko (Zagreb, 18 de março de 1981) é um tenista profissional croata.
Lovro Zovko, foi campeão de duplas juvenil, de Roland Garros, ao lado de Irakli Labadze, seu melhor ranking, de duplas de 45°, em simples de 151°, em 2003.

## ATP Tour finais

### Duplas: 5 (0–5)
| Legenda (pre/pos 2009)                                          |
| Grand Slam (0–0)                                                |
| Tennis Masters Cup / ATP World Tour Finals (0–0)                |
| ATP Masters Series / ATP World Tour Masters 1000 (0–0)          |
| ATP International Series Gold / ATP World Tour 500 series (0–0) |
| ATP International Series / ATP World Tour 250 series (0–5)      |

| Títulos por Piso |
| Duro (0–2)       |
| Saibro (0–3)     |
| Grama (0–0)      |
| Carpete (0–0)    |

| Resultado | N. | Data             | Campeonato | Piso   | Parceiro      | Oponente                              | Placar           |
| Vice      | 1. | Julho 17, 2000   | Umag       | Saibro | Ivan Ljubičić | Albert Portas Álex López Morón        | 1–6, 6–7(2)      |
| Vice      | 2. | Juho 16, 2001    | Umag       | Saibro | Ivan Ljubičić | Sergio Roitman Andrés Schneiter       | 2–6, 5–7         |
| Vice      | 3. | Outubro 8, 2007  | Moscou     | Duro   | Tomáš Cibulec | Marat Safin Dmitry Tursunov           | 4–6, 2–6         |
| Vice      | 4. | Outubro 22, 2007 | Lyon       | Duro   | Łukasz Kubot  | Sébastien Grosjean Jo-Wilfried Tsonga | 4–6, 3–6         |
| Vice      | 5. | Julho 30, 2011   | Umag       | Saibro | Marin Čilić   | Simone Bolelli Fabio Fognini          | 3–6, 7–5, [7–10] |